# Porte San Donato (Bologne)
La Porte San Donato, aussi connu sous le nom de Porte Zamboni, était une porte autrefois insérée dans les murs d'enceinte médiévaux de la ville de Bologne, en Italie. C'était une porte pour le quartier universitaire de la Ville.

## Histoire

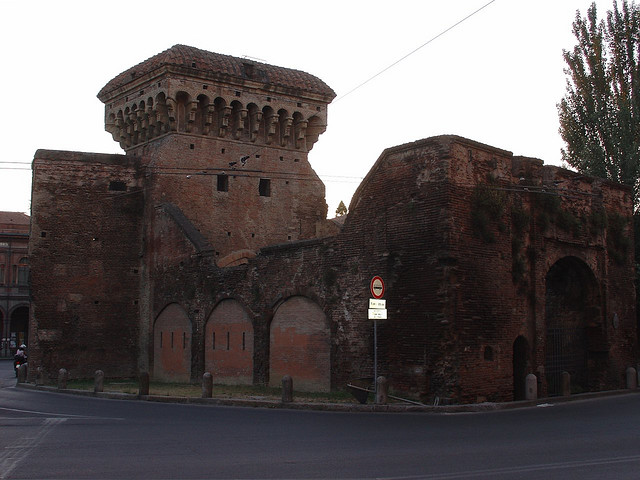
Porta San Donato (avant la restauration de 2008-2009).

La porte a été construite au XIIIe siècle, et en 1354 était équipée d'un pont-levis. Il a été scellé en 1428, mais a rouvert dans les décennies suivantes. Il est flanqué d'une tour à mâchicoulis.
Neuf des douze portes originales subsistent des anciens remparts (Cerchia del Mille) de Bologne. Parmi elles, la Porta Maggiore (ou Mazzini), la Porta Castiglione, la Porte San Felice, la Porta delle Lame, la Porte Galliera, la Porta Mascarella, la Porta San Donato, la Porte Saragozza et la Porta San Vitale. 